# Astilbina
Astilbina es un flavanonol, un tipo de flavonoide. Astilbina es el (2R-trans) isómero; neoisoastilbina es el (2S-cis) isómero e isoastilbina es el isómero (2R-cis).

## Producción natural
Astilbina se puede encontrar en la hierba de San Juan (Hypericum perforatum, Clusiaceae, subfamilia Hypericoideae, anteriormente Hypericaceae), en Dimorphandra mollis (Fabaceae), en las hojas de Harungana madagascariensis (Hypericaceae), en el rizoma de Astilbe thunbergii, en la raíz de Astilbe odontophylla (Saxifragaceae), en el rizoma Smilax glabra (Chinaroot, Smilacaceae) y en la corteza Hymenaea martiana.
en los alimentos
Se puede aislarse a partir de té Kohki procesado a partir de  Engelhardtia chrysolepis (huang-qui). También está presente en ciertos vinos.

## Usos
Astilbina puede actuar como un insecticida contra Anticarsia gemmatalis y Spodoptera frugiperda. Se muestra in vitro la actividad antibacteriana y la actividad en la cicatrización de heridas de quemaduras. La astilbina se utiliza en la medicina tradicional china.

## Compuestos relacionados
3'-O-Methylastilbin muestra una actividad inmunosupresora contra la dermatitis de contacto.